# Aniela Zamoyska
Aniela Zamoyska z Potockich herbu Pilawa (ur. 1850, zm. 20 lutego 1917 w Kozłówce) – polska arystokratka, właścicielka Kozłówki.

## Życiorys
Była córką ziemianina i działacza społecznego Tomasza Aleksandra Adama Potockiego z Chrząstowa herbu Pilawa oraz śpiewaczki Wandy z Ossolińskich z Balic herbu Topór.
W 1870 Aniela Potocka poślubiła Konstantego Zamoyskiego, syna Jana i Anny z Mycielskich. Zamieszkali w Kozłówce, którą ojciec przekazał Konstantemu. Aniela wniosła w posagu plac przy ul. Foksal w Warszawie, gdzie w latach siedemdziesiątych XIX w. małżeństwo wybudowało istniejący do dziś pałac (ul. Foksal 2) według projektu Leandro Marconiego.
Zamoyscy dysponowali majątkiem, który w 1903 zyskał status ordynacji. Do Anieli należał też majątek Turośń koło Białegostoku.
Aniela w młodości słynęła z urody. W 1872 została sportretowana przez Jana Matejkę, ale portret zaginął.
Małżeństwo było bezdzietne. Aniela opiekowała się siostrzenicami Konstantego, Izabelą i Zofią Wodzickimi.
Aniela Zamoyska została pochowana wraz z mężem w kaplicy cmentarnej Zamoyskich w Kamionce.

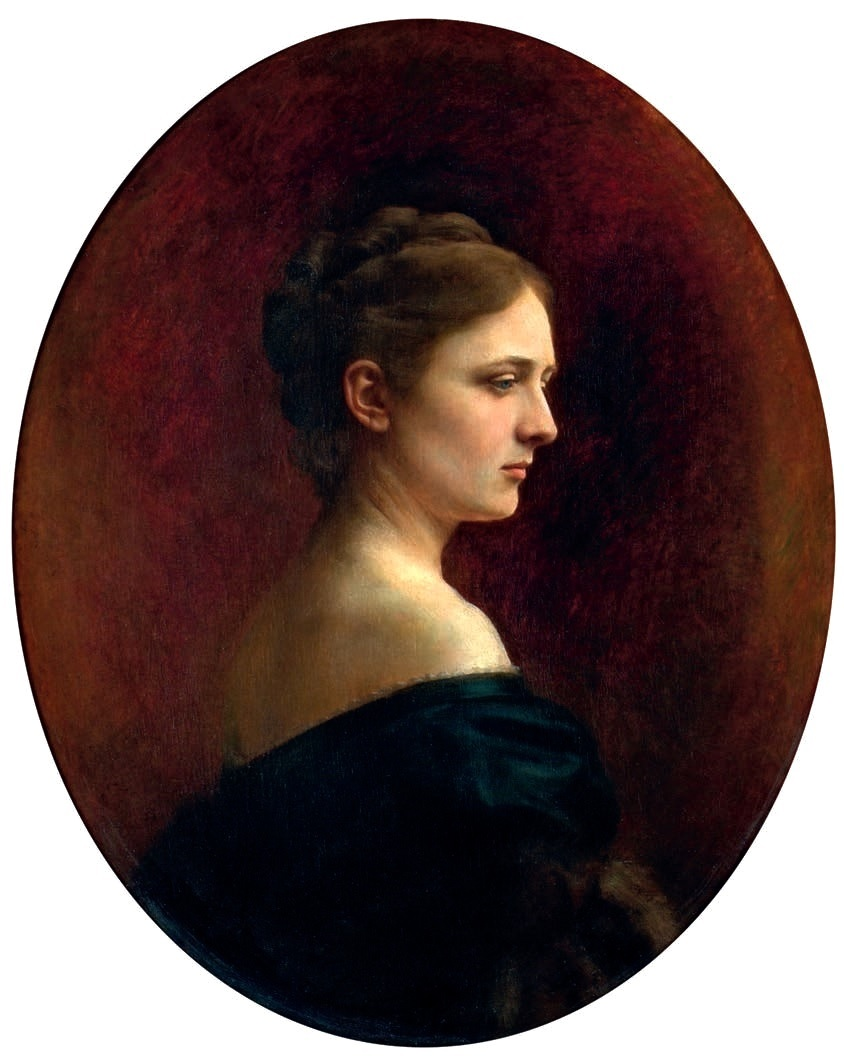
Aniela Zamoyska ok. 1872
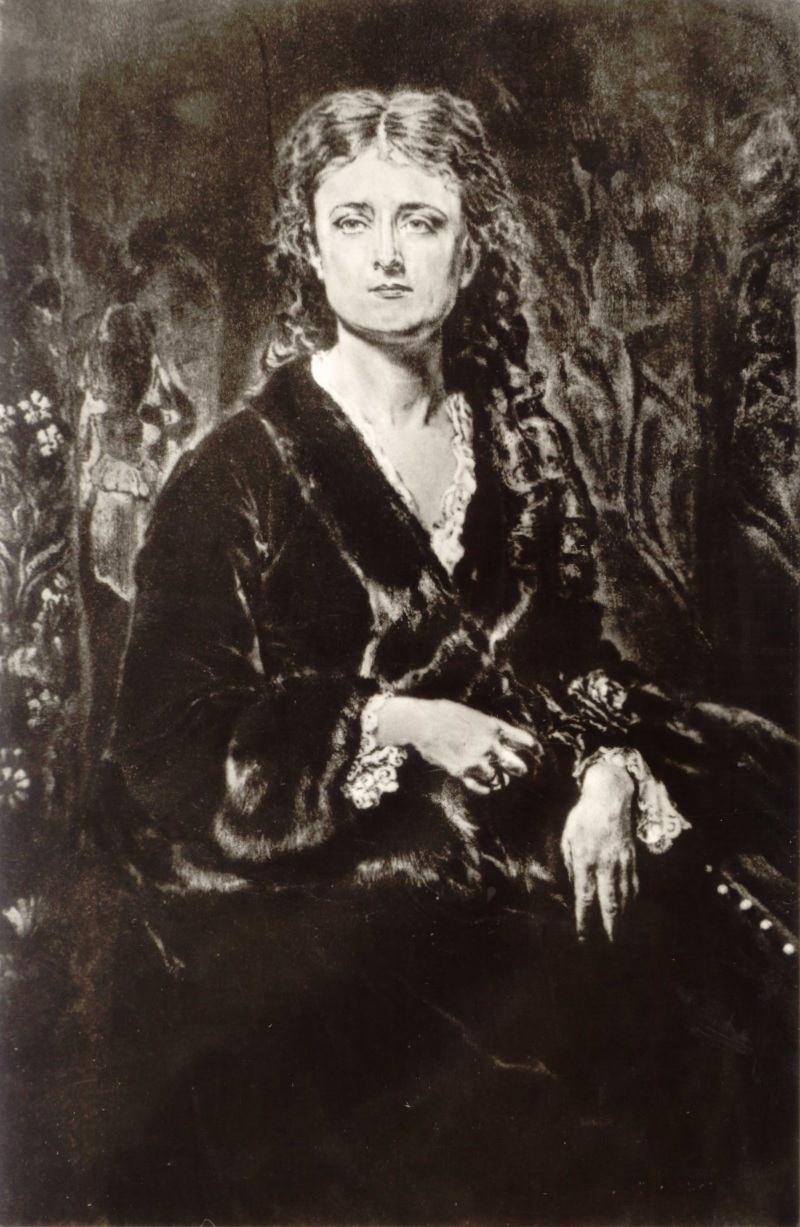
Portret Anieli z Potockich Zamoyskiej pędzla Jana Matejko, 1872
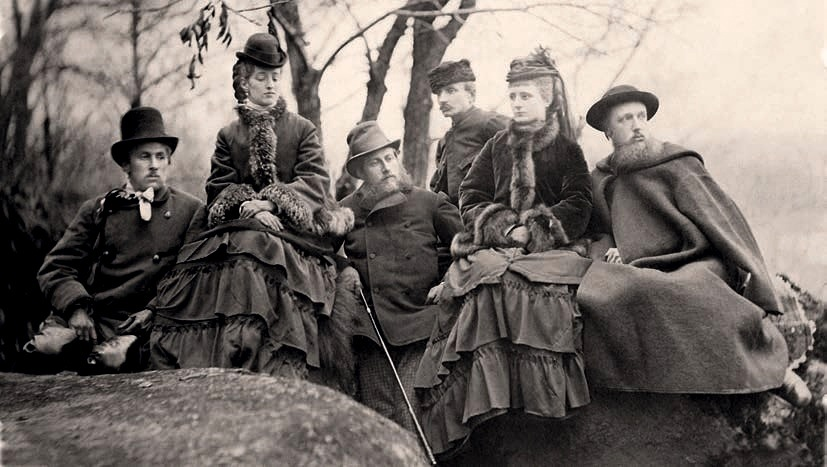
Polowanie w Peczarze, od lewej: Konstanty Zamoyski, Janina Potocka, Jan Zamoyski, Konstanty Potocki, Aniela Zamoyska i nieznany mężczyzna, ok. 1875
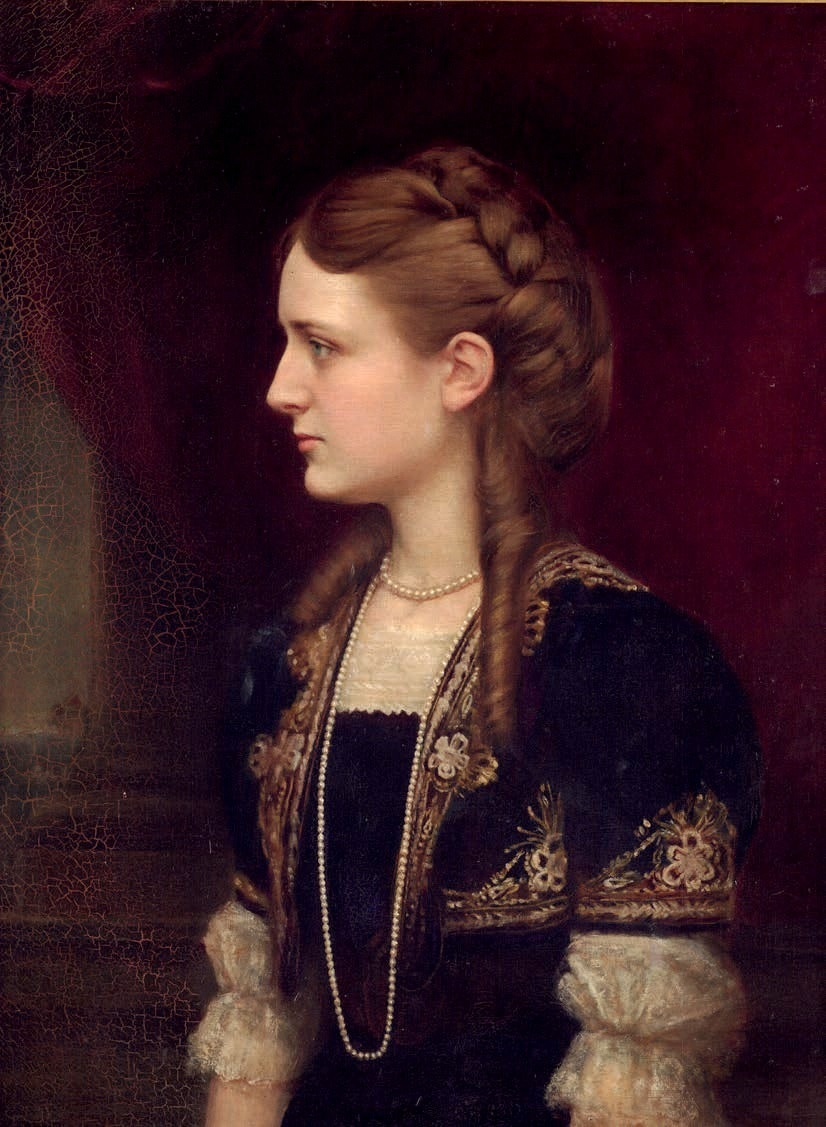
Aniela Zamoyska na obrazie pędzla Leona Biedrońskiego, 1905